# Izz al-Din Balban-i-Yuzbeki
Izz al-Din Balban-i-Yuzbeki fou sultà de Bengala de 1258 a 1260. El 1257 el turc kiptxak Yuzbek-i-Tughril que governava a Lakhnawthi per compte del sulta Nàssir-ad-Din Mahmud-Xah de Delhi, es va revoltar i va fer una expedició contra Jajnagar a Orissa, ocupant també Oudh on va fer pronunciar la khutba al seu nom. Va fer llavors una campanya a Kamrup (Assam) però fou fet presoner pel raja local i executat (1258). El va succeir el seu esclau Izz al-Din Balban-i-Yuzbeki que va governar menys de dos anys i el 1260 quan fou derrocat per Tadj al-Din Arslan Khan, governador de Karra, que es va apoderar de Bengala sense autorització del govern de Delhi i va matar a Izz al-Din Balban-i-Yuzbeki, governant fins a la seva mort (27 de febrer de 1265).